# مارتری
مارتری (به اسپانیایی: Martorell) یک شهرستان در اسپانیا است که در استان بارسلون واقع شده‌است.

## خصوصیات
مارتری ۱۲٫۹۰ کیلومترمربع مساحت و ۲۴٬۵۴۹ نفر جمعیت دارد و ۵۶ متر بالاتر از سطح دریا واقع شده‌است.